# Toszek Północ
Toszek Północ – stacja kolejowa w miejscowości Toszek, w województwie śląskim, w powiecie gliwickim, w gminie Toszek, w Polsce.

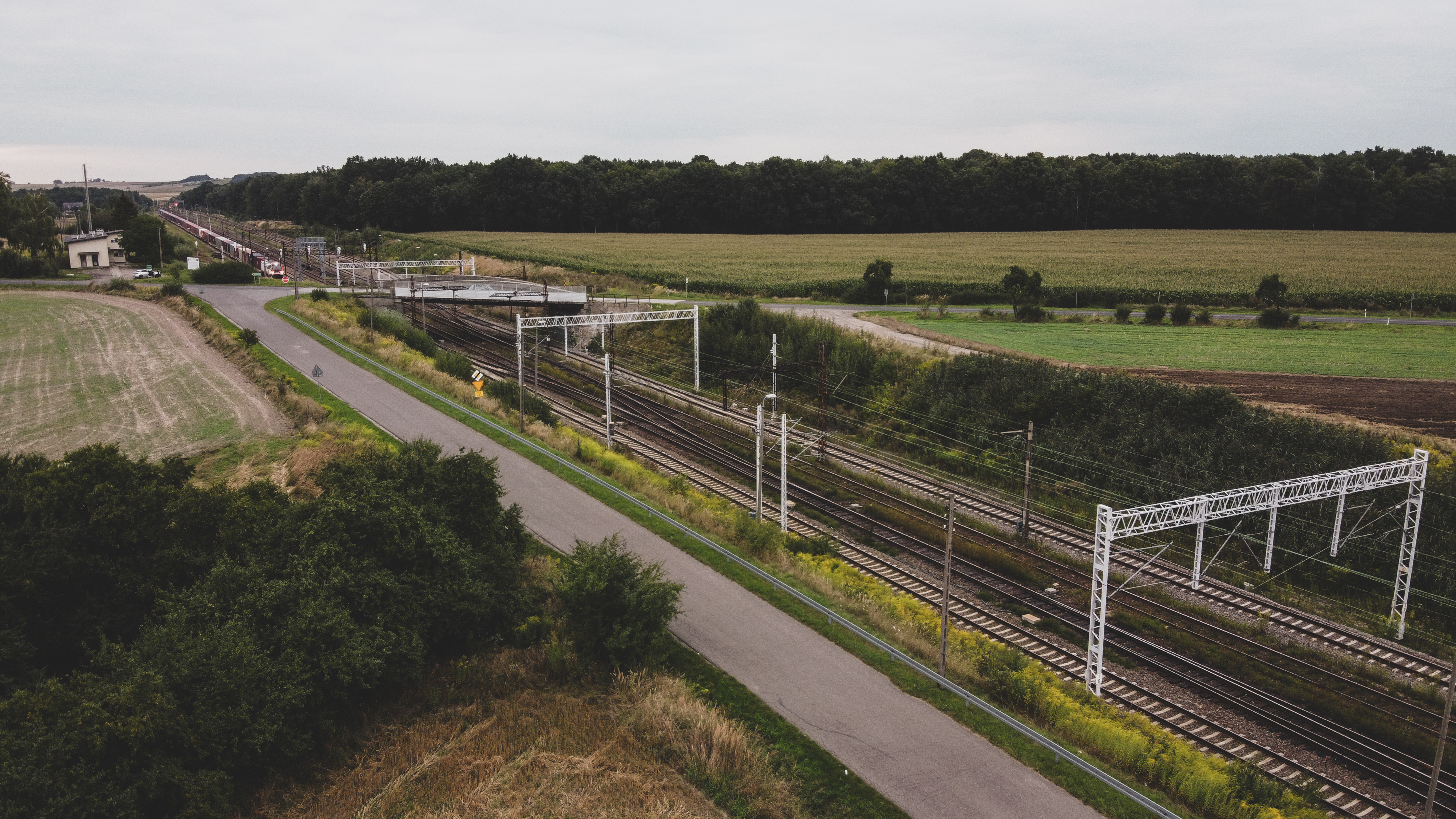
Stacja Toszek Północ od strony Pyskowic.
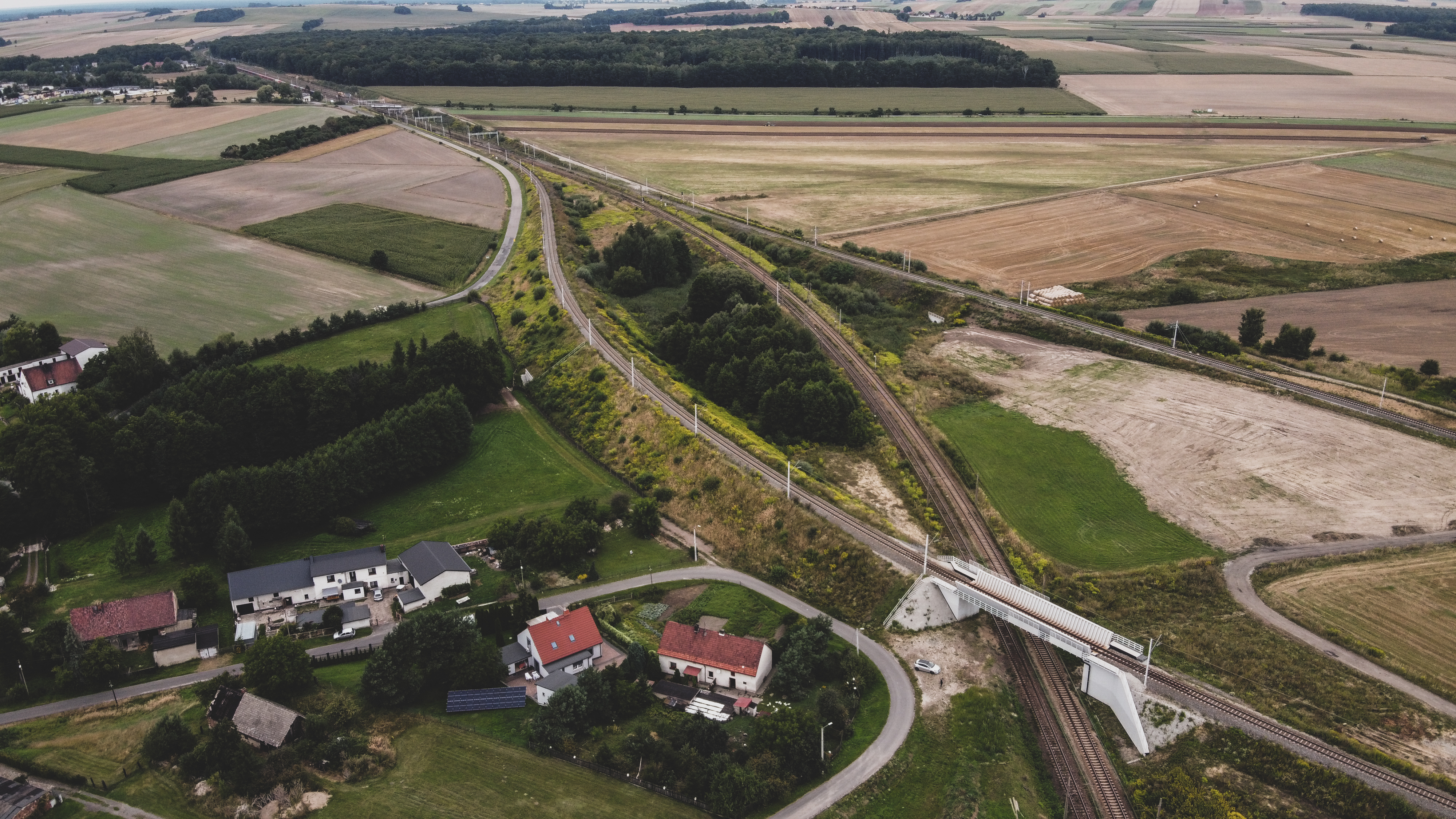
Rozgałęzienia linii kolejowych 152 i 153 przy wjeździe na stację Toszek Północ od strony Pyskowic.
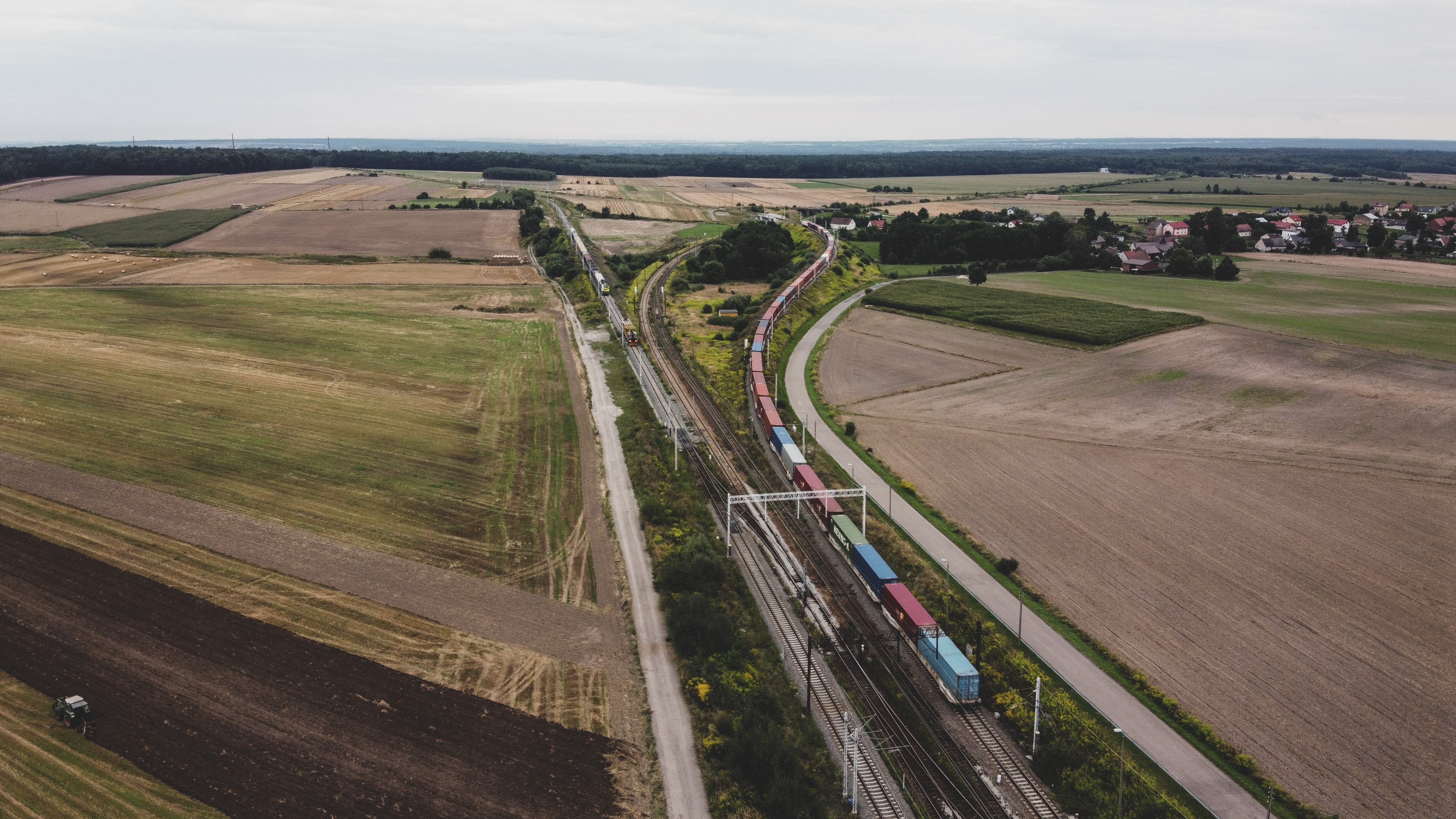
Stacja Toszek Północ.